# Guinée-Bissau aux Jeux olympiques d'été de 2020
La Guinée-Bissau participe aux Jeux olympiques d'été de 2020 à Tokyo. Il s'agit de leur 7e participation aux Jeux d'été, auxquels ils n'ont jusqu'ici remporté aucune médaille.

## Athlètes engagés
| Sport      | Hommes | Femmes | Total |
| ---------- | ------ | ------ | ----- |
| Athlétisme | 1      | 0      | 1     |
| Judo       | 0      | 1      | 1     |
| Lutte      | 2      | 0      | 2     |
| Total      | 3      | 1      | 4     |

## Résultats

### Athlétisme
La Guinée-Bissau bénéficie d'une place attribuée au nom de l'universalité des Jeux. Seco Camara dispute le 100 mètres masculin.
| Athlète     | Épreuve        | Tour préliminaire | Tour préliminaire | 1er tour | 1er tour | Demi-finale | Demi-finale | Finale  | Finale  |
| Athlète     | Épreuve        | Temps             | Rang              | Temps    | Rang     | Temps       | Rang        | Temps   | Rang    |
| ----------- | -------------- | ----------------- | ----------------- | -------- | -------- | ----------- | ----------- | ------- | ------- |
| Seco Camara | 100 m masculin | 11 s 33           | 7e                | Éliminé  | Éliminé  | Éliminé     | Éliminé     | Éliminé | Éliminé |

### Judo
La Fédération ne distribue pas de ticket de qualifications aux championnats continentaux ou mondiaux, mais c'est le classement établi au 21 juin qui permettra de sélectionner les athlètes (18 premiers automatiquement, le reste en fonction des quotas de nationalité).
Chez les femmes, Taciana Cesar (-52 kg), classé 29e, est repêchée via l'attribution du quota continental africain.
| Athlète       | Compétition    | 1er tour                  | 2e tour             | Quart de finale     | Demi-finale         | Repêchage           | Finale              | Rang     |
| Athlète       | Compétition    | Adversaire Résultat       | Adversaire Résultat | Adversaire Résultat | Adversaire Résultat | Adversaire Résultat | Adversaire Résultat | Rang     |
| ------------- | -------------- | ------------------------- | ------------------- | ------------------- | ------------------- | ------------------- | ------------------- | -------- |
| Taciana Cesar | Moins de 52 kg | Park Da-sol Défaite 00-11 | Éliminée            | Éliminée            | Éliminée            | Éliminée            | Éliminée            | Éliminée |

### Lutte
En avril 2021, deux athlètes obtiennent une qualification en lutte libre pour les Jeux olympiques en atteignant la finale du tournoi de qualification Afrique/Océanie ; il s'agira de la quatrième olympiade pour Augusto Midana.
| Athlète              | Compétition  | Huitièmes de finale | Quarts de finale    | Demi-finales        | Repêchage                 | Finale 3e place Classement | Finale 3e place Classement |
| Athlète              | Compétition  | Adversaire Résultat | Adversaire Résultat | Adversaire Résultat | Adversaire Résultat       | Adversaire Résultat        | Rang                       |
| -------------------- | ------------ | ------------------- | ------------------- | ------------------- | ------------------------- | -------------------------- | -------------------------- |
| Diamantino Iuna Fafé | 57 kg hommes | Sanayev Défaite 0-3 | Éliminé             | Éliminé             | Éliminé                   | Éliminé                    | 15e                        |
| Augusto Midana       | 74 kg hommes | Sidakov Défaite 1-4 | Éliminé             | Éliminé             | Abdurakhmonov Défaite 0-4 | Éliminé                    | 11e                        |